# Azzi Fudd
Azzi Jazlyn Fudd (Arlington, Virginia, 2002. november 11. –) amerikai kosárlabdázó, a UConn Huskies játékosa.
Középiskolában a St. John’s College játékosa volt Washingtonban, ahol az ország legjobb játékosaként rangsorolta az ESPN, és több díjat is megnyert. Tagja volt a 2022-es döntős, illetve a 2025-ös NCAA-bajnok UConn-csapatnak. Az utóbbi szezonban megválasztották a torna legkiemelkedőbb játékosának.

## Pályafutása

### Középiskola (2017–2021)
2019-ben Fuddot megválasztották a Gatorade – Az év nemzeti játékosa díj győztesének az első tizedikesként az elismerés történetében, miután 26,3 pontot, 6,2 lepattanó és 2,5 gólpasszt átlagolt. Vezetésével csapata 35–1-es mutatóval zárta a szezont, és megnyerték a District of Columbia State Athletic Association tornát.
Tizedikes szezonja előtt egyike lett az első lányoknak, akiket meghívtak az SC30 Select Campbe, amelyet a kétszeres NBA MVP Stephen Curry működtet. Fudd megnyerte a tábor hárompontos versenyét. Nem sokkal az idény után, miközben részt vett az amerikai 3×3-kosárlabda-válogatott játékosselejtezőjén a 2018-as U18-as világbajnokság előtt, elülső keresztszalag-, és belső oldalszalag-szakadást szenvedett. A sérülés miatt két különböző helyreállító műtétre volt szüksége.
Felépülése közben ismét részt vett Curry táborában, orvosa engedélyezte részvételét a hárompontos versenyen, de nem futhatott a dobóhelyek között, csak sétálhatott. Ennek ellenére megvédte címét.
2020 januárjában tért vissza a St. John’s csapatába, utolsó felépülési időszakában már játszott, 19,2 pontot, 3,5 lepattanót és 2 gólpasszt átlagolt, mielőtt a szezont idő előtt befejezték a Covid19-pandémia miatt. A járvány miatt a St. John’s egyetlen hivatalos találkozót se játszott a 2020–2021-es szezonban, de D.C. Cadets néven részt vettek néhány bemutató-mérkőzésen. Fudd, aki ekkor a diáktanács alelnöke volt, személyesen győzte meg erről az igazgatót.
25,2 pontot, 7,1 lepattanót, 3,5 gólpasszt és 3,2 labdaszerzést átlagolt a lerövidített végzős idényében.

#### Értékelések
Fuddot ötcsillagosa játékosnak tartották, a 2021-es osztály legjobbjaként. Hatodik osztályban kapta meg első egyetemi ajánlatát a Marylandtől. 2020. november 11-én jelentette be, hogy a UConn Huskies játékosa lesz. Olyan iskolákat utasított el, mint a Maryland, a UCLA, a Louisville, az Oregon, a Kentucky, a Texas és a Notre Dame. 1998 óta a 12. első helyen rangsorolt játékos lett, akit leszerződtetett a Huskies, amelyben nagy szerepet játszott Paige Bueckers, Fudd egyik közeli barátja, későbbi partnere.
| Név                         | Szülőváros          | Középiskola        | Magasság        | Döntés dátuma      |
| --------------------------- | ------------------- | ------------------ | --------------- | ------------------ |
| Azzi Fudd SG                | Arlington, Virginia | St. John’s College | 5’ 11" (1,80 m) | 2020. november 11. |
| Azzi Fudd SG                | Értékelés: ESPN:    |                    |                 |                    |
| Általános országos rang: 1. |                     |                    |                 |                    |

### Egyetem (2021–2026)

#### Elsőéves
Fuddot megválasztották a Big East legjobb elsőévesének. 2021. november 21-én mutatkozott be a Huskies színeiben, hét pontja és három lepattanója volt az Arkansas ellen. Azt követően, hogy játszott az első négy találkozón, egy lábsérülés miatt ki kellett hagynia tizenegyet. 2022. február 6-án játszott először kezdőként, akkori karriercsúcs 25 pontot dobott a rivális Tennessee ellen, négy-négy lepattanó és gólpassz mellett. Következő mérkőzésén szezoncsúcs 29 pontot szerzett a Villanova ellen.
Az NCAA-torna negyeddöntőjében Fudd vezetésével a UConn 91–87-re nyert az NC State ellen, 19 pontja, öt lepattanója és két gólpassza volt, 49 percet játszott. Őt és Christyn Williamst is beválasztották a regionális döntő legjobb csapatába. A szezonban 12,1 pontot, 2,7 lepattanót és 1 gólpasszt átlagolt.

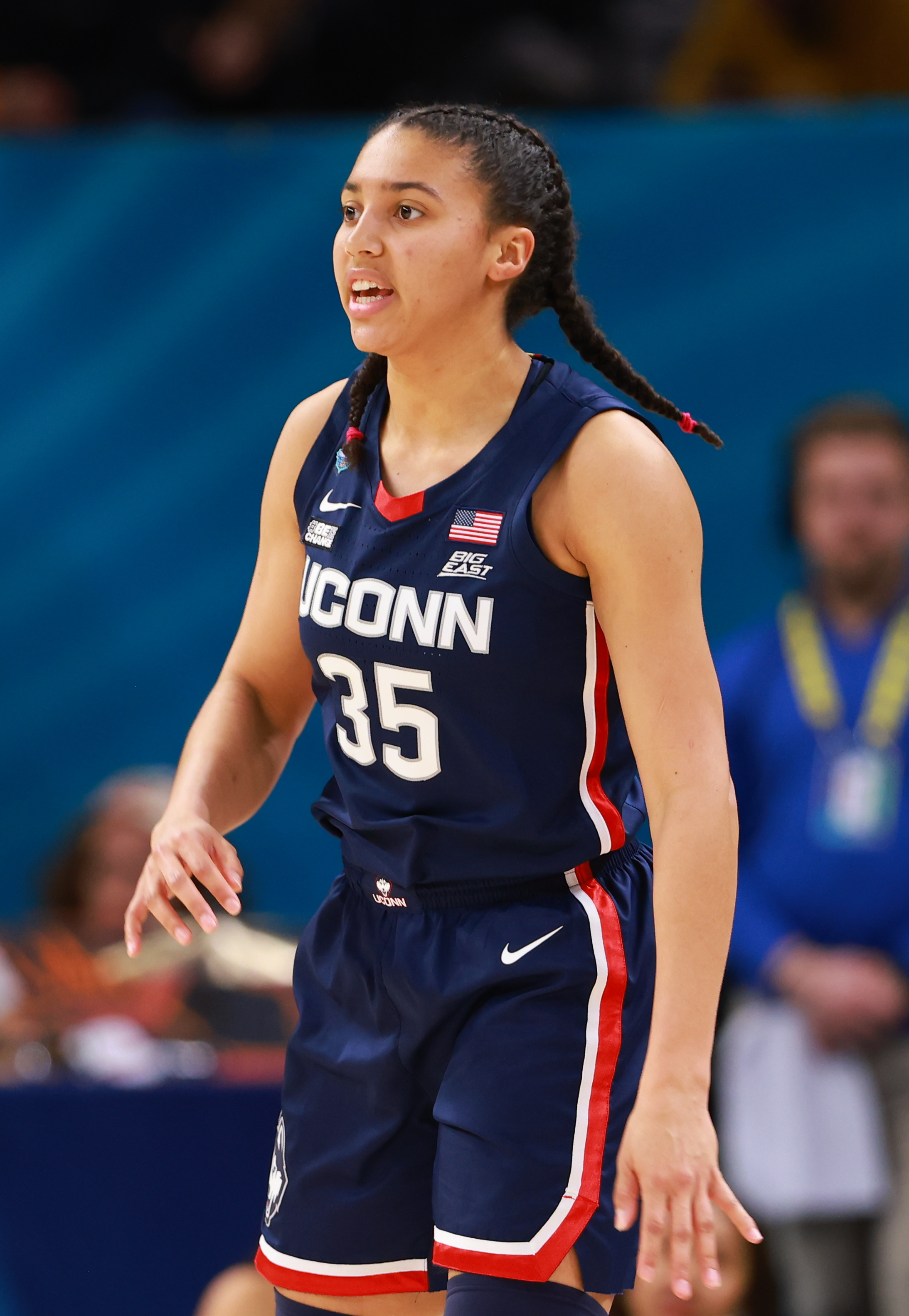
A 2022-es NCAA-elődöntőben

#### Másodéves
Fudd 2022. november 10-én játszott először a szezonban, 26 pontja és négy gólpassza volt a Northeastern ellen. November 14-én 32 pontot és négy gólpasszt szerzett a harmadik helyen rangsorolt Texas ellen. A Fudd által szerzett 56 pont a két mérkőzésen a legjobb szezonnyitás volt a UConn történetében, megdöntve Diana Taurasi WNBA-legenda rekordját. Ezek mellett a 32 szerzett pont a Texas ellen szintén rekord volt, beállítva Taurasi teljesítményét egy top 5-ös ellenfél ellen. December 4-én a Notre Dame ellen Fudd térdsérülést szenvedett, miután egy csapattársa ráesett jobb lábára. Január 11-én tért vissza a pályára a St. John’s ellen, nyolc kihagyott mérkőzés után. A cserepadról állt be, 15 pontot dobott 20 perc alatt. Ismét megsérült a térde a Georgetown ellen, mindössze egy mérkőzéssel később. Fudd távolmaradása idején a UConn 1993 márciusa óta először veszített el sorozatban két mérkőzést, és több nem rangsorolt ellenféltől is kikaptak. Miután 14 találkozór kihagyott, a Big East-torna negyeddöntőjében tért vissza a Georgetown ellen, tíz pontot szerezve 17 perc alatt. Visszatérése ellenére az NCAA-torna nyolcaddöntőjében kiesett a Huskies az Ohio State ellen. 15,1 pontot, 1,9 lepattanót és 1,9 gólpasszt átlagolt.

#### Vörösmezes szezon

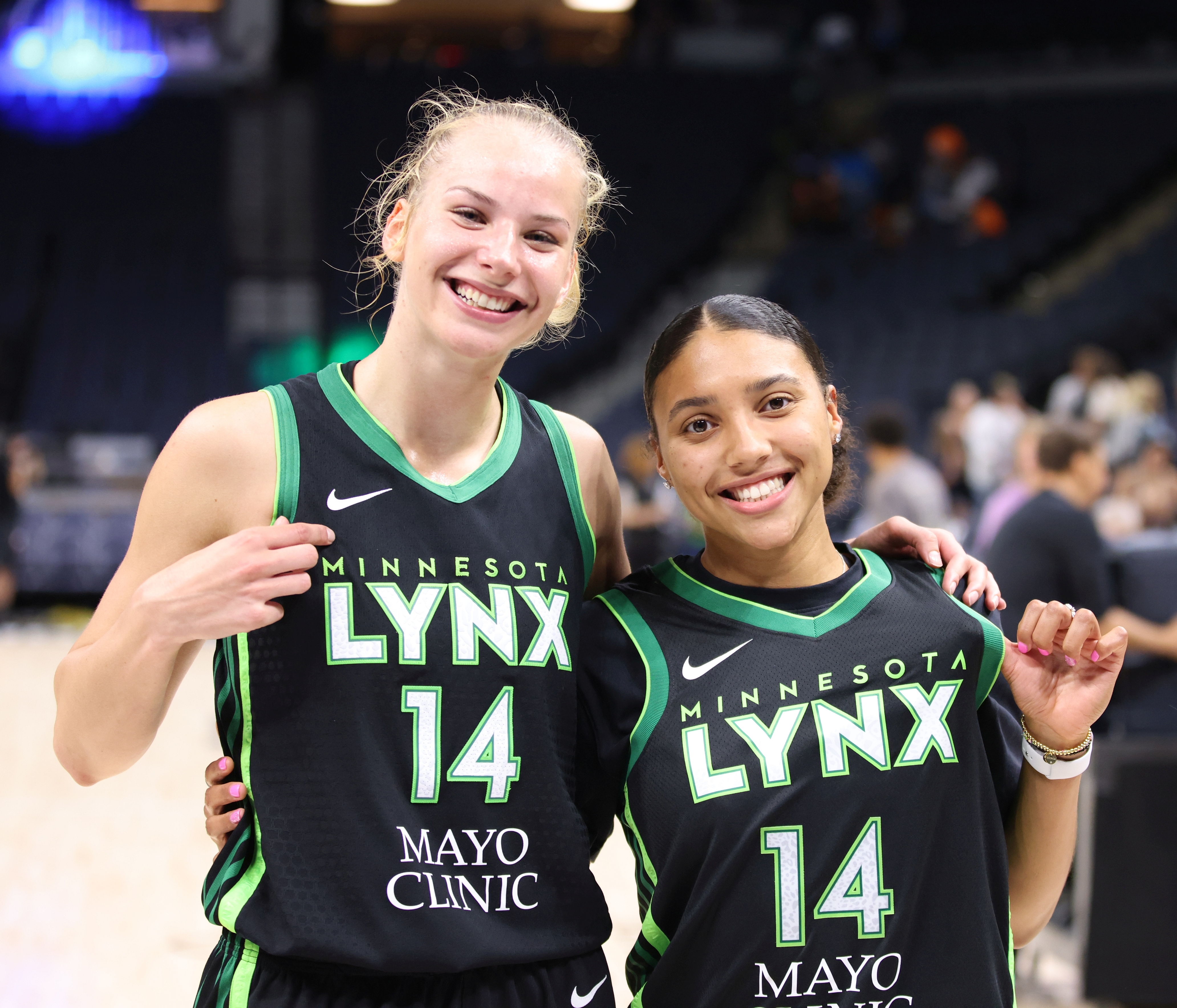
2023-ban a Minnesota Lynx egyik mérkőzésén, korábbi csapattársával, Juhász Dorkával

Fudd 2023. november 8-án játszott először az évadban, 13 pontot, 3–3 lepattanót és gólpasszt szerezve a Dayton ellen. November 22-én csapata bejelentette, hogy ismét elszakadt elülső keresztszalagja edzés közben, véget vetve szezonjának.

#### Harmadéves
Azt követőn, hogy az első néhány mérkőzést még ki kellett hagynia előző szezonban összeszedett sérülése miatt, november 20-án játszott először az FDU elleni 85–41-es győzelem során. Négy pontja és egy lepattanója volt 12 perc alatt. Február 12-én karriercsúcs 34 pontot dobott a St. John’s ellen. A nyolcadik játékos lett a Huskies történetében, aki nyolc hárompontost értékesített egy mérkőzésen.
A 2025-ös alapszakasz végén beválasztották a All-Big East első csapatban, Paige Bueckers és Sarah Strong csapattársak mellett. 2025. április 6-án megnyerte első országos bajnoki címét, 24 pontot szerezve öt lepattanó mellett a Dél-Karolina elleni döntőben. Teljesítményéért megkapta a legkiemelkedőbb játékosnak járó díjat. 13,6 pontot, 2,0 lepattanót és 1,8 gólpasszt átlagolt.

#### Végzős
2025 júniusában bejelentette, hogy felhasználja vörösmezes lehetőségét, amelyet harmadik szezonjárté kapott sérülése miatt, és visszatér egy utolsó idényre a UConnhoz.

## Statisztika

### Egyetem
| Év         | Csapat        | JM | KM | JP/M  | MG%  | 3P%  | BD%   | LP/M | GP/M | L/M | B/M | P/M   |
| ---------- | ------------- | -- | -- | ----- | ---- | ---- | ----- | ---- | ---- | --- | --- | ----- |
| 2021–2022  | UConn Huskies | 25 | 17 | 27.,9 | .457 | .430 | .912  | 2,7  | 1,0  | 1,0 | 0,7 | 12,1  |
| 2022–2023  | UConn Huskies | 15 | 10 | 28.,2 | .456 | .340 | .882  | 1,9  | 1,9  | 1,3 | 0,3 | 15.,1 |
| 2023–2024  | UConn Huskies | 2  | 2  | 30,5  | .320 | .286 | 1,000 | 2,5  | 2,5  | 1,0 | 0,0 | 11,0  |
| 2024–2025† | UConn Huskies | 34 | 30 | 26,4  | .474 | .436 | .917  | 2,0  | 1,8  | 1,4 | 0,3 | 13,6  |
| Összesen   | Összesen      | 76 | 59 | 27,4  | .461 | .407 | .910  | 2,2  | 1,6  | 1,2 | 0,4 | 13,3  |

## Magánélete
Mindkét szülője kosárlabdázó volt, nevét Jennifer Azzi játékosról kapta.
Legalább 2025-től kapcsolatban van gyerekkori barátjával, korábbi UConn-csapattársával, a Dallas Wings kezdő-irányítójával, Paige Bueckersszel. 15–16 éves koruk óta voltak közeli barátok, mikor az U16-os válogatottban versenyeztek egymással a kezdő irányítói posztért.